# Weddell-fóka
A Weddell-fóka (Leptonychotes weddellii) az emlősök (Mammalia) osztályának ragadozók (Carnivora) rendjébe, ezen belül a fókafélék (Phocidae) családjába tartozó faj.
Nemének az egyetlen faja.

## Előfordulása
A Weddell-fóka élőhelye a déli sarkvidék parti vizeire korlátozódik, de a zajló jég határáig nem merészkedik el. E fóka állománya körülbelül félmillió egyedből áll.

## Megjelenése
A Weddell-fóka hossza 300 centiméternél is nagyobb lehet. A nőstény testtömege körülbelül 500 kilogramm, a hím valamivel kisebb. A szőrzet a hátán csaknem fekete, hasán szürke árnyalatú, oldalán világosabb és foltokkal tarkított. Bőre alatt vastag zsírréteg található, amely megvédi a fagytól. A fej a többi testrészhez képest aránytalanul kicsi. A vízi életmódhoz való alkalmazkodás során hátsó lába úszólábbá alakult. A szárazföldön kevésbé veszi hasznát. Születésekor a Weddell-fókabébi egy lanugónak (gyapjas szőr) nevezett barna vagy szürke színű, bolyhos szőrzetet visel, a hátán sötét csíkkal. Tömege 27 kilogrammig terjedhet, hossza körülbelül 1,2 méter. Testtömege a tápláló anyatejnek köszönhetően napi egy kilogrammal gyarapodik.

## Életmódja
A vízben magányos, a parton társas. Tápláléka halakból, tintahalakból és krillből áll. Vélhetően 25 év feletti kort is elérhet.
A földfelszínen 34-féle, emberi fül számára is hallható hangot képes kiadni, víz alatt pedig 9-féle hangot azonosítottak az ultrahang tartományban, ezek trillázások, sípolások és idegen hangzású csipogások. A kiadott hangok frekvenciája mind meghaladja a 21 kHz-et, 30 vagy akár 49,8 kHz is lehet. Egyszerre több frekvenciájú hangot is képes kiadni. A kutatók még nem állapították meg ezeknek a hangoknak a funkcióját, ami lehet echolokáció, mivel ez a fókafaj akár 600 m mélységbe is képes lemerülni vadászat közben, így ott, a sötétben ez a képesség hasznos lehet (amit a delfinek és denevérek is használnak). Más fókafajokban egyelőre még nem figyelték meg ultrahangok kiadását.

## Szaporodása
Az ivarérettséget 3–6 éves korban érik el. A párzási időszak októberben és novemberben van. A megtermékenyített petesejt néhány hónapig a nőstény méhében pihen, mielőtt fejlődésnek indulna, így az utód a megfelelő időben, az antarktiszi tavasz idején jön a világra. A vemhesség 11 hónapig tart. Rendszerint csak egy utód jön a világra.

## Képek

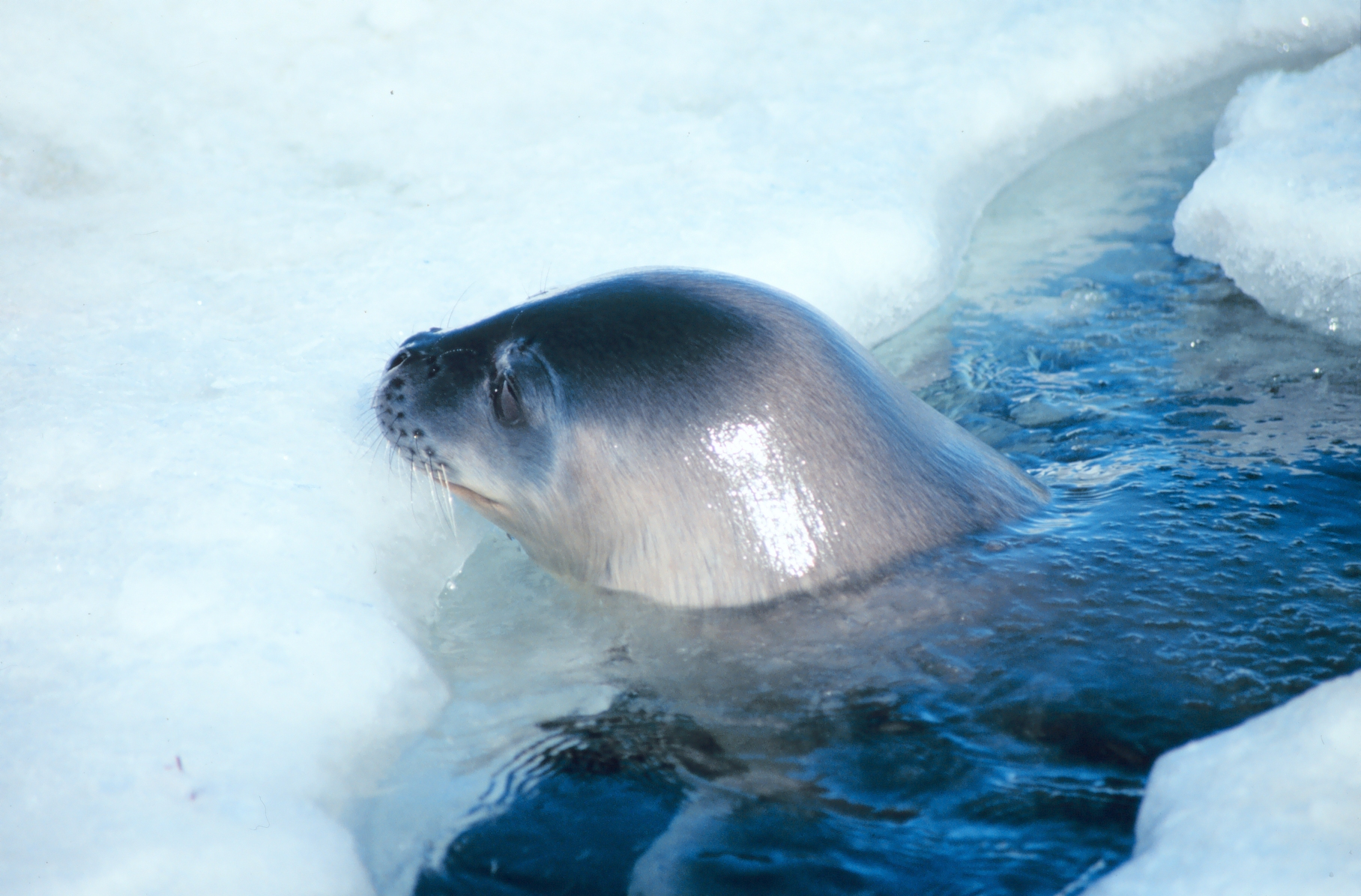
Levegővételkor és
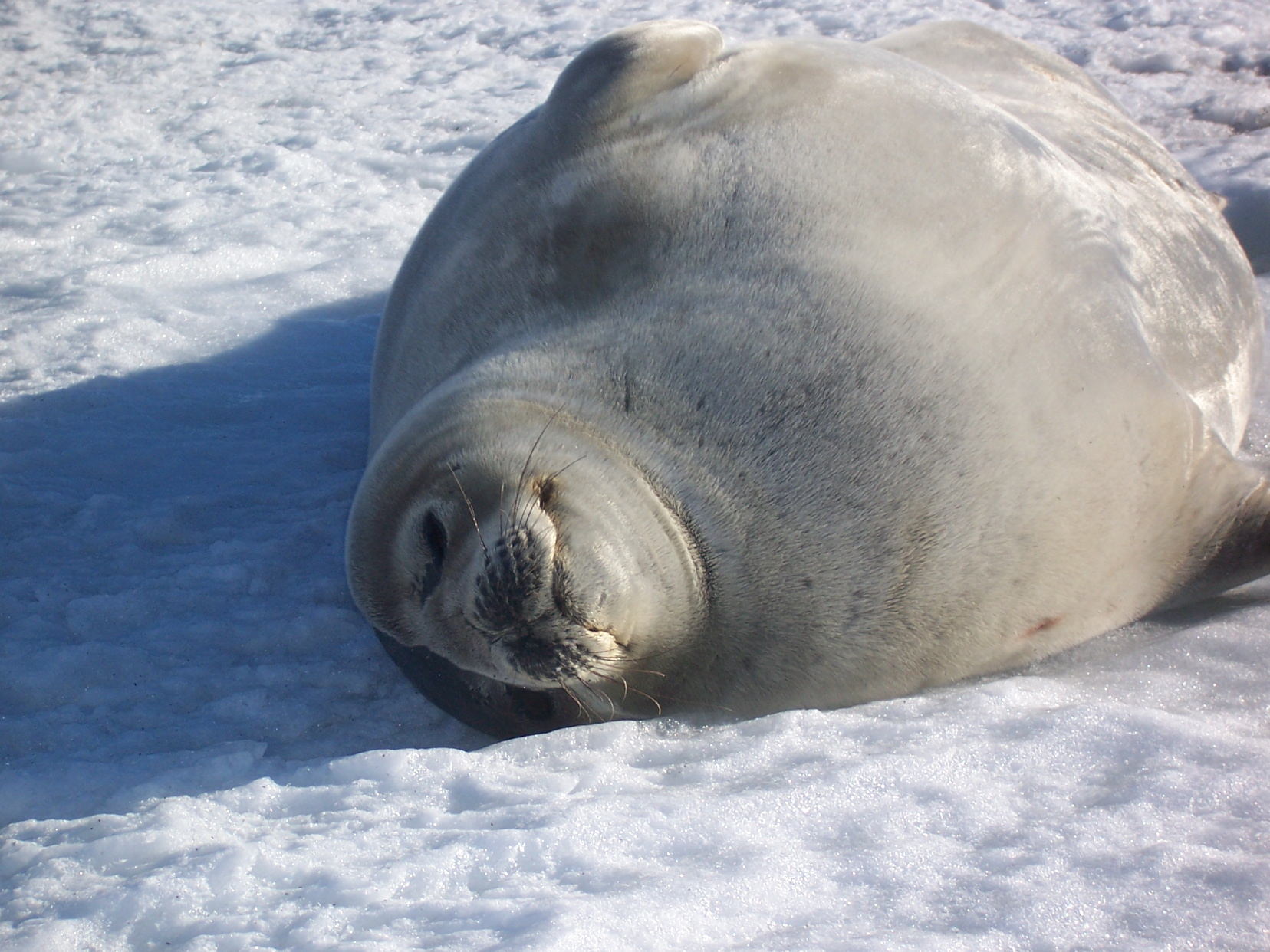
pihenés közben
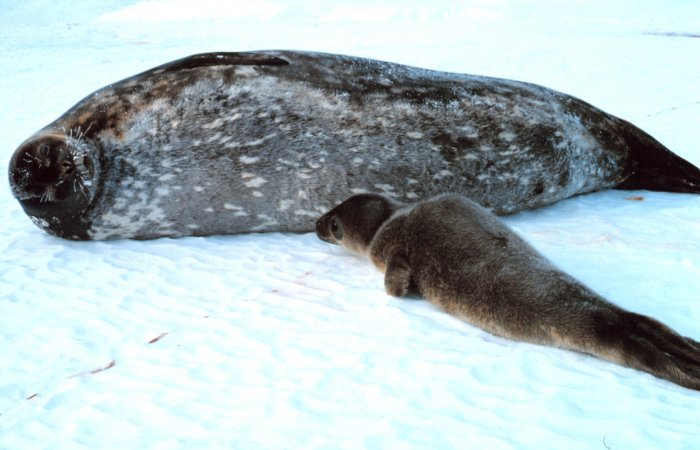
Nőstény borjával